# ベルデイム
ベルデイム（Beldame、1901年 - 1923年）はアメリカ合衆国の競走馬、繁殖牝馬。ベルデームとも表記されることがある。1956年にアメリカ競馬名誉の殿堂博物館に殿堂馬として選出された。20世紀のアメリカ名馬100選98位。

## 経歴
初代アメリカジョッキークラブ会長であるオーガスト・ベルモント2世によってケンタッキー州レキシントンにあるナーサリースタッドで生産された。父オクタゴンはブルックリンダービーやトボガンハンデキャップ連覇などの実績があるベルモントの生産馬である。母ベラドナはエプソムダービー馬ハーミットを父に持ち、10号族のc分岐の祖となるボニードゥーンを母に持つ良血馬である。

### 戦績
1903年はヴァーナルステークスなど3勝の成績を残す。始めはジョン・ハイランド厩舎に預けられるが、ベルモントと意見のくい違いがあり、フレッド・ブリュー厩舎に転厩する。同時にベルモントは本業が忙しくなりベルデイムはニュートン・ベニントンの所有馬として走ることになる。
1904年は緒戦のカーターハンデキャップでは古馬牡馬との競走となったが2馬身差で快勝、次走のメトロポリタンハンデキャップでは3着に敗れたもののその後はレディースステークス、ガゼルステークス、マーメイドステークスを含む5連勝を記録する。レディースステークスでは発走前に放馬するアクシデントがありながら勝利していた。テストハンデキャップでは2年連続年度代表馬となっていたハーミスに敗れ連勝は止まったが、アラバマステークスや牡馬相手となるサラトガカップなど6連勝を達成、最優秀3歳牝馬に選出され3歳牝馬としては初の全米年度代表馬となった。
1905年は再びベルモントの所有馬として走るが、各競馬場で重い斤量を背負わされ、10戦して2勝にとどまる。サバーバンハンデキャップではトップハンデで勝利するなど活躍し、8月のサラトガカップ2着を最後に引退、繁殖入りした。ベルデイムは生涯で102,570ドルの賞金を稼ぎ、ミスウッドフォード、フィレンツェに続く牝馬として3頭目の100,000ドルホースとなった。
1955年にデラウェアパーク競馬場で行われたアメリカ調教師協会の会員による投票ではアメリカ競馬史上7番目に偉大な牝馬とされ、翌年の1956年にはアメリカ競馬名誉の殿堂博物館に殿堂馬として選出された。1939年にアケダクト競馬場でベルデイムを記念しベルデイムハンデキャップが創設され、現在はベルモントパーク競馬場でベルデイムステークスの名で行われている。

### 年度別競走成績
- 1903年（2歳） - 7戦3勝
  - ヴァーナルステークス、グレートフィリーステークス
- 1904年（3歳） - 14戦12勝
  - カーターハンデキャップ、ガゼルステークス、マーメイドステークス、アラバマステークス、サラトガカップ、ドルフィンステークス、セプテンバーステークス、ファーストスペシャルステークス、セカンドスペシャルステークス
- 1905年（4歳） - 10戦2勝
  - スタンダードステークス、サバーバンハンデキャップ

## 血統表
| ベルデイム (Beldame)の血統（タッチストン系 / Touchstone 4×5=9.38%） | ベルデイム (Beldame)の血統（タッチストン系 / Touchstone 4×5=9.38%） | ベルデイム (Beldame)の血統（タッチストン系 / Touchstone 4×5=9.38%） | （血統表の出典）               | （血統表の出典） |
| 父 Octagon 1894 栗毛                                                | 父の父Rayon d'Or 1876 栗毛                                          | Flageolet                                                           | Plutus                         | Plutus           |
| 父 Octagon 1894 栗毛                                                | 父の父Rayon d'Or 1876 栗毛                                          | Flageolet                                                           | La Favorite                    |                  |
| 父 Octagon 1894 栗毛                                                | 父の父Rayon d'Or 1876 栗毛                                          | Araucaria                                                           | Ambrose                        | Ambrose          |
| 父 Octagon 1894 栗毛                                                | 父の父Rayon d'Or 1876 栗毛                                          | Araucaria                                                           | Pocahontas                     |                  |
| 父 Octagon 1894 栗毛                                                | 父の母Ortegal 1889 鹿毛                                             | Bend Or                                                             | Doncaster                      | Doncaster        |
| 父 Octagon 1894 栗毛                                                | 父の母Ortegal 1889 鹿毛                                             | Bend Or                                                             | Rouge Rose                     |                  |
| 父 Octagon 1894 栗毛                                                | 父の母Ortegal 1889 鹿毛                                             | Lizzie Agnes                                                        | Macaroni                       | Macaroni         |
| 父 Octagon 1894 栗毛                                                | 父の母Ortegal 1889 鹿毛                                             | Lizzie Agnes                                                        | Polly Agnes                    |                  |
| 母 Bella-Donna 1885 鹿毛                                            | 母の父Hermit 1864 栗毛                                              | Newminster                                                          | Touchstone                     | Touchstone       |
| 母 Bella-Donna 1885 鹿毛                                            | 母の父Hermit 1864 栗毛                                              | Newminster                                                          | Beeswing                       |                  |
| 母 Bella-Donna 1885 鹿毛                                            | 母の父Hermit 1864 栗毛                                              | Seclusion                                                           | Tadmor                         | Tadmor           |
| 母 Bella-Donna 1885 鹿毛                                            | 母の父Hermit 1864 栗毛                                              | Seclusion                                                           | Miss Sellon                    |                  |
| 母 Bella-Donna 1885 鹿毛                                            | 母の母Bonnie Doon 1870 鹿毛                                         | Rapid Rhone                                                         | Young Melbourne                | Young Melbourne  |
| 母 Bella-Donna 1885 鹿毛                                            | 母の母Bonnie Doon 1870 鹿毛                                         | Rapid Rhone                                                         | Lanercost Mare                 |                  |
| 母 Bella-Donna 1885 鹿毛                                            | 母の母Bonnie Doon 1870 鹿毛                                         | Queen Mary                                                          | Gladiator                      | Gladiator        |
| 母 Bella-Donna 1885 鹿毛                                            | 母の母Bonnie Doon 1870 鹿毛                                         | Queen Mary                                                          | Plenipotentiary Mare F-No.10-c |                  |

- 半弟に Don Enrique（プリークネスステークス）。
- 子孫には Lion Heart（ハリウッドフューチュリティ、ハスケル招待ハンデキャップ）、Wind and Wuthering（デューハーストステークス）など。